# Djurgården Hockey 1931/1932
Djurgården spelade i Elitserien i ishockey 1931/1932 och slutade femma.

## Resultat
- 13/12	Karlbergs BK (h)	2–1
- 30/12	IK Göta (b)	1–3
- 15/1	 Nacka HK (h)	3–2
- 26/1	 AIK (b)	1–4
- 28/1	 Hermes (h)	3–1
- 5/2	Hammarby IF (b)	0–2
- 12/2	 Södertälje SK (b)	0–2
- 18/2	 IK Göta (b)	0–1
- 23/2	 AIK (b)	2–4
- 28/2 	Södertälje SK (b)	1–2
- 3/3	Nacka HK (h)	2–2
- 13/3	 Hermes (h)	0–0
- 17/3 	Södertälje SK (h)	0–1
- 31/3	 Hammarby IF (b)	0–0
- 2/4	Karlbergs BK (h)	4–3